# Albergo Adler
L'albergo Adler (in tedesco Gasthaus Adler) è un edificio storico che si trova a Ermatingen, comune svizzero nel distretto di Kreuzlingen (Canton Turgovia).
È uno dei più antichi hotel del cantone e venne citato per la prima volta nel 1270. L'attuale struttura a graticcio risale al XVI secolo; fu usato anche come luogo per le udienze del Vogt. Fu frequentato da ospiti famosi quali, fra gli altri: Napoleone III, François-René de Chateaubriand, Alexandre Dumas, Thomas Mann, Ferdinand von Zeppelin, Hermann Hesse, Hugo Ball, Leonhard Frank, René Schickele, Ferdinand Hardekopf, Alfred Neumann e dal generale Henri Guisan.